# Leichtathletik-Länderkampf der Männer 1933 Frankreich – Deutschland
| 3. Leichtathletik-Länderkampf mit deutscher Beteiligung 1933 | 3. Leichtathletik-Länderkampf mit deutscher Beteiligung 1933 |
| ------------------------------------------------------------ | ------------------------------------------------------------ |
|                                                              |                                                              |
| Ländervergleich der Männer: Frankreich – Deutschland         |                                                              |
| Austragungsort                                               | Paris                                                        |
| Wettbewerbe                                                  | 15                                                           |
| Datum                                                        | 17. September 1933                                           |
| 1. FRA 2. GER                                                | 83 Punkte 69 Punkte                                          |
| Chronik                                                      |                                                              |
| ← SUI-GER (M)                                                | erster LK 1934:00 POL-GER (F) →                              |

Der dritte und letzte Vergleich des Leichtathletik-Länderkampfjahrs 1933 führte die deutschen Männer zu ihrem achten Aufeinandertreffen mit den Leichtathleten aus Frankreich. Austragungsort war zum vierten Mal die französische Hauptstadt Paris. Am 17. September bezwang das deutsche Team Frankreich auch in diesem Jahr wieder. 83 zu 69 lautete das Punkteendergebnis, die deutsche Männermannschaft blieb damit auch in ihrem im 25. Ländervergleich und dem 29. insgesamt deutschen Länderkampf ungeschlagen.

## Modus
Die Regeln waren dieselben wie beim letzten Aufeinandertreffen im Vorjahr in Düsseldorf. Damit wurde exakt das später etablierte Wertungssystem angewendet. Jede Mannschaft trat in den Einzelwettbewerben mit je zwei Teilnehmern an. Die Sieger erhielten jeweils fünf Punkte, die Zweitplatzierten jeweils drei und die Drittplatzierten je zwei Punkte. Die Athleten auf dem jeweils vierten Rang kamen noch mit je einem Punkt in die Wertung. In den beiden Staffeln brachte Platz eins drei Punkte und Platz zwei einen Punkt.

## Bilanz
In den Einzelwettbewerben hatte Deutschland nur leichte Vorteile, in den technischen Disziplinen lagen die beiden Mannschaften noch enger zusammen als im Bereich Lauf. Aber die deutschen Athleten entschieden beide Staffeln für sich, sodass ihr Erfolg am Ende eindeutig war.

## Legende
Kurze Übersicht zur Bedeutung der Symbolik – so üblicherweise auch in sonstigen Veröffentlichungen verwendet:
| DSQ   | disqualifiziert |
| k. A. | keine Angabe    |

## Resultate

### 100 m
| Platz | Athlet            | Land | Zeit (s) |
| ----- | ----------------- | ---- | -------- |
| 1     | Erich Borchmeyer  | GER  | 00010,6  |
| 2     | Robert Paul       | FRA  | ca. 10,7 |
| 3     | Friedrich Hendrix | GER  | ca. 10,9 |
| 4     | Jacques Texier    | FRA  | k. A.    |

### 200 m
| Platz | Athlet           | Land | Zeit (s) |
| ----- | ---------------- | ---- | -------- |
| 1     | Erich Borchmeyer | GER  | 21,6     |
| 2     | Egon Schein      | GER  | 22,2     |
| 3     | Pierre Skawinski | FRA  | 22,8     |
| 4     | René Oberle      | FRA  | 23,0     |

### 400 m
| Platz | Athlet          | Land | Zeit (s) |
| ----- | --------------- | ---- | -------- |
| 1     | Harry Voigt     | GER  | 48,0     |
| 2     | Adolf Metzner   | GER  | 48,4     |
| 3     | Georges Guillet | FRA  | 49,4     |
| 4     | Joseph Jackson  | FRA  | 49,6     |

### 800 m
| Platz | Athlet        | Land | Zeit (min) |
| ----- | ------------- | ---- | ---------- |
| 1     | Jean Keller   | FRA  | 1:56,2     |
| 2     | Raymond Petit | FRA  | 1:57,0     |
| 3     | Hans König    | GER  | 1:57,6     |
| 4     | Alwin Paul    | GER  | 1:58,2     |

### 1500 m
| Platz | Athlet             | Land | Zeit (min) |
| ----- | ------------------ | ---- | ---------- |
| 1     | Paul Chermet       | FRA  | 3:57,6     |
| 2     | Roger Normand      | FRA  | 3:58,8     |
| 3     | Friedrich Kaufmann | GER  | 3:59,0     |
| 4     | Fritz Schilgen     | GER  | 4:00,0     |

### 5000 m
| Platz | Athlet           | Land | Zeit (min) |
| ----- | ---------------- | ---- | ---------- |
| 1     | Max Syring       | GER  | 15:20,0    |
| 2     | Roger Rérolle    | FRA  | 15:23,8    |
| 3     | Max Gebhardt     | GER  | 15:35,0    |
| 4     | Raymond Lefebvre | FRA  | 15:58,4    |

### 110 m Hürden
| Platz | Athlet          | Land | Zeit (s)                   |
| ----- | --------------- | ---- | -------------------------- |
| 1     | André Adelheim  | FRA  | 00015,8                    |
| 2     | Henri Bernard   | FRA  | ca. 16,2                   |
| 3     | Fritz Nottbrock | GER  | k. A.                      |
| DSQ   | Willi Pollmanns | GER  | mehr als 2 Hürden gerissen |

Immer noch galt die Regel, dass im Höchstfall zwei Hürden gerissen werden durften. Ansonsten wurde der betreffende Läufer disqualifiziert.

### 4 × 100 m Staffel
| Platz | Besetzung       | Land                                                              | Zeit (s) |
| ----- | --------------- | ----------------------------------------------------------------- | -------- |
| 1     | Deutsches Reich | Friedrich Hendrix Erich Borchmeyer Franz Buthe-Pieper Egon Schein | 42,0     |
| 2     | Frankreich      | Jacques Texier André Mourlon René Oberle Robert Paul              | 42,4     |

### 4 × 400 m Staffel
| Platz | Besetzung       | Land                                                           | Zeit (min) |
| ----- | --------------- | -------------------------------------------------------------- | ---------- |
| 1     | Deutsches Reich | Fritz Nottbrock Walter Nehb Adolf Metzner Harry Voigt          | 3:18,0     |
| 2     | Frankreich      | Georges Guillet Georges Henry Raymond Boisset Pierre Skawinski | 3:19,2     |

### Hochsprung
| Platz | Athlet           | Land | Höhe (m) |
| ----- | ---------------- | ---- | -------- |
| 1     | Claude Ménard    | FRA  | 1,90     |
| 2     | Werner Bornhöfft | GER  | 1,85     |
| 3     | Gustav Weinkötz  | GER  | 1,85     |
| 4     | René Poirier     | FRA  | 1,85     |

### Stabhochsprung
| Platz | Athlet          | Land | Höhe (m) |
| ----- | --------------- | ---- | -------- |
| 1     | Julius Müller   | GER  | 3,85     |
| 2     | Gustav Wegner   | GER  | 3,75     |
| 3     | Pierre Ramadier | FRA  | 3,75     |
| 4     | André Crépin    | FRA  | 3,65     |

### Weitsprung
| Platz | Athlet        | Land | Weite (m) |
| ----- | ------------- | ---- | --------- |
| 1     | Robert Paul   | FRA  | 7,395     |
| 2     | Luz Long      | GER  | 7,370     |
| 3     | Erich Biebach | GER  | 7,350     |
| 4     | Claude Heim   | FRA  | 6,100     |

### Kugelstoßen
| Platz | Athlet                | Land | Weite (m) |
| ----- | --------------------- | ---- | --------- |
| 1     | Emil Hirschfeld       | GER  | 15,30     |
| 2     | Hans-Heinrich Sievert | GER  | 14,73     |
| 3     | Jules Noël            | FRA  | 14,71     |
| 4     | Raymond Drecq         | FRA  | 14,60     |

### Diskuswurf
| Platz | Athlet                | Land | Weite (m) |
| ----- | --------------------- | ---- | --------- |
| 1     | Paul Winter           | FRA  | 46,65     |
| 2     | Jules Noël            | FRA  | 45,71     |
| 3     | Hans-Heinrich Sievert | GER  | 43,78     |
| 4     | Emil Hirschfeld       | GER  | 42,34     |

### Speerwurf
| Platz | Athlet            | Land | Weite (m) |
| ----- | ----------------- | ---- | --------- |
| 1     | Gottfried Weimann | GER  | 67,52     |
| 2     | Gerhard Stöck     | GER  | 65,04     |
| 3     | Marc Doré         | FRA  | 55,15     |
| 4     | Alfred Gassner    | FRA  | 54,91     |